# Endrei Zalán
Endrei Zalán, született Ehmann Ödön (Vért, 1870. október 31. – Sátoraljaújhely, 1933. december 24.) zsidó származású magyar színész, esztéta, irodalomtörténész, történész, író, újságíró.

## Élete
Ehmann József és Rabel Laura fiaként született szegény zsidó családban. Középiskolai és egyetemi tanulmányainak elvégzése után a magyar irodalomtörténet régebbi korszakainak körébe vágó tanulmányokat tett közzé. Külföldi tanulmányút után Budapesten a Népszínházhoz szerződött, majd visszavonult a színészettől és csak irodalommal foglalkozott. Különböző budapesti lapok munkatársa volt. Népszerűekké váltak magyar antológiái és Tulipánkert című dalgyűjteménye. Sajtó alá rendezte Vörösmarty Mihály összes költői műveit (1907). A nagyközönség számára írta A világ történelme című ötkötetes munkáját és A magyar irodalom története a legrégibb időktől Kisfaludy Károlyig című művét. Szerkesztette Az angol- és A magyar nyelv szótárát is. Történeti drámái A névtelen jegyző című szomorújáték és a Magyar Tudományos Akadémia által jutalomban részesített Ilona királyné című történeti dráma. Magyarra fordította és átdolgozta Andersen és a Grimm fivérek meséit, lefordította Shakespeare Othelloját. Egy regénye Becsmérelt szenvedély címmel jelent meg.

## Műveinek listája

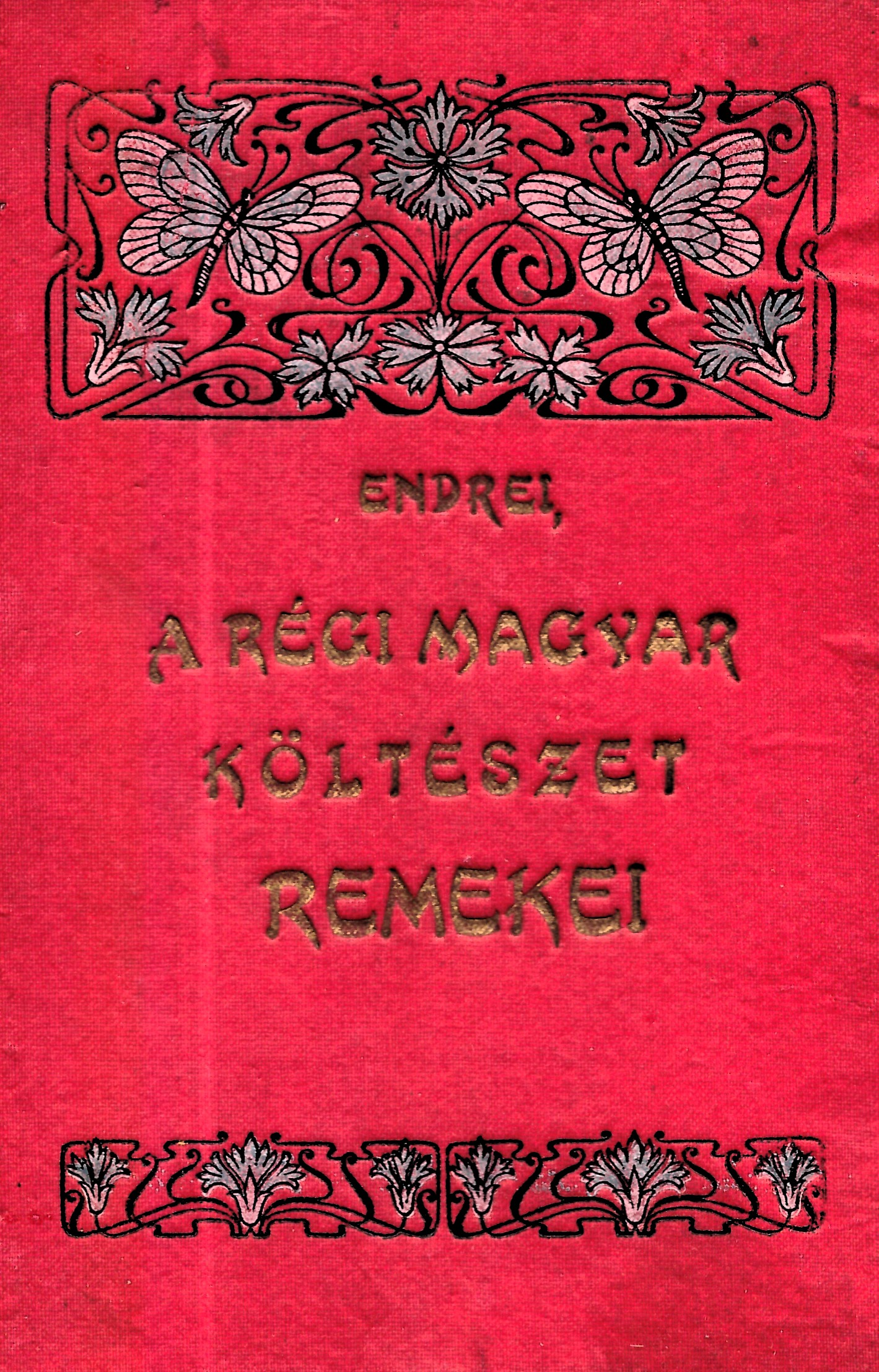
A magyar költészet remekei

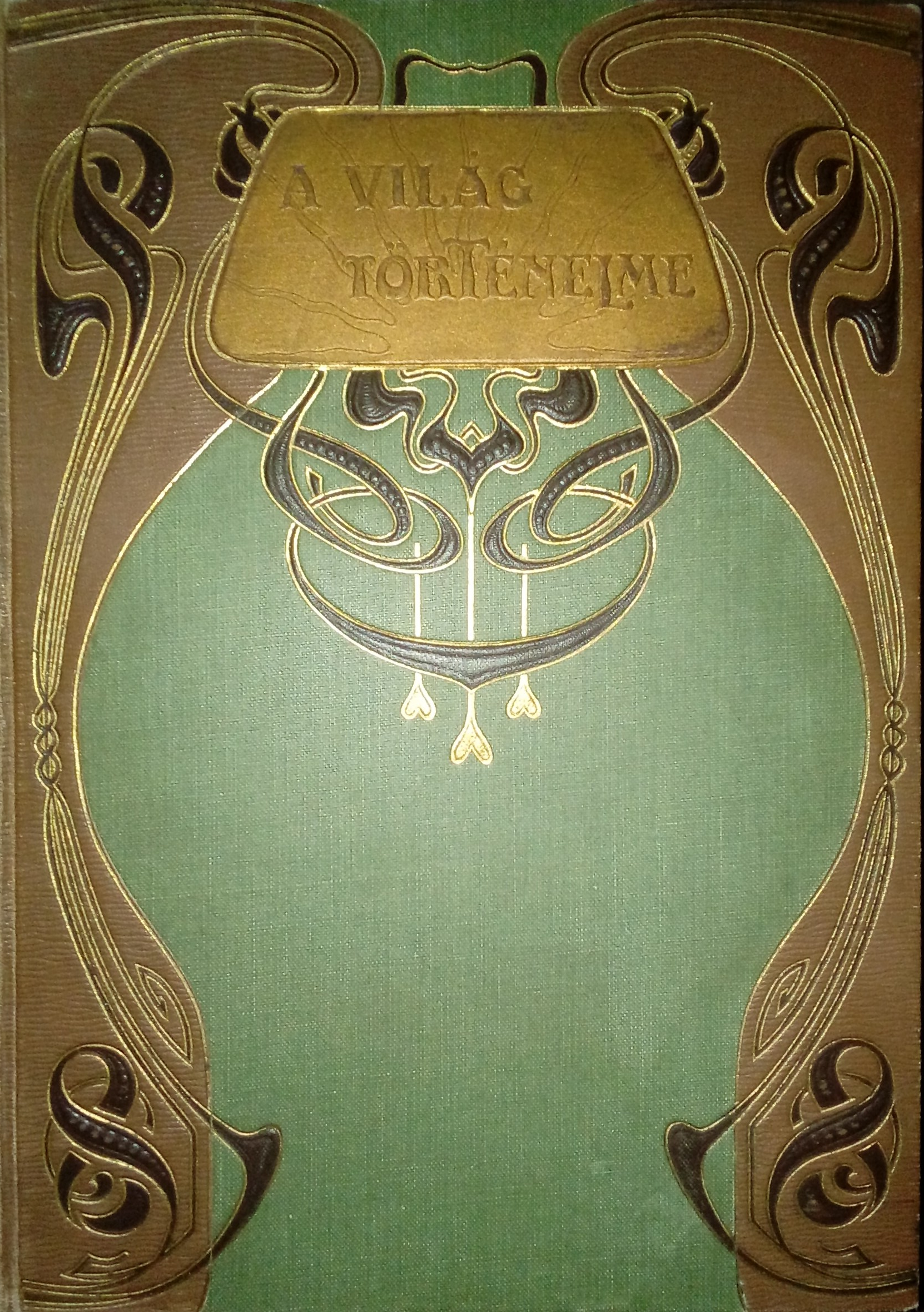
A világ történelme

- Becsmérelt szenvedély (regény), Ungvár, 1896
- Ilona királyné (történeti dráma), Budapest, 1898
- Mátyás király élete és halála, Budapest, 1903
- A régi magyar költészet remekei. Kisfaludy Károlyig (versgyűjtemény), Budapest, 1903
- A magyar költészet remekei. Kisfaludy Károlytól napjainkig, Budapest, 1903
- A magyar irodalom története a legrégibb időktől Kisfaludy Károlyig, Budapest, 1903
- Petőfi Sándor összes költeményei, Budapest, 1903
- Tulipánkert. 48 nemzeti dal és gondolat, Budapest, 1906
- Vörösmarty Mihály összes költeményei (életrajzzal ellátva), Budapest, 1907
- Az angol és a magyar nyelv szótára (angol–magyar részt írta, társszerző: E. W. James), Budapest, 1907
- A névtelen jegyző (szomorújáték), Budapest, 1915

## Műfordításainak, átdolgozásainak listája
- Othello, a velenczei mór (szomorújáték, írta William Shakespeare), Budapest, 1899 (A Fővárosi Színház Műsora-sorozat 50.)
- Faublas lovag (írta Jean-Baptiste Louvet de Couvrai, 5 kötet), Budapest, 1900
- Saingatti Casanova Jakab emlékiratai (4 kötet), Budapest, 1901–1905
- Tarasconi Tartarin (regény, írta Alphonse Daudet), Budapest, 1903
- A világ vége (írta Camille Flammarion), Budapest, 1903
- Tíz millió év múlva (írta Camille Flammarion), Budapest, 1903
- Vörös lovag (May Károly után), Budapest, 1903
- A szerelem mámorai (regény, írta Georges Ohnet), Budapest, 1903
- A világ történelme (5 kötet), Budapest, 1906–1908 (több szerző műve alapján szerkesztés, átdolgozás)
- Csodaszép tündérmesék, Budapest, é. n. (1910-es évek)
- Andersen meséi, Budapest, é. n. (1910-es évek)
- Bechstein regéi, Budapest, é. n. (1910-es évek)
- A legszebb Grimm mesék, Budapest, é. n. (1910-es évek)
- Betti néni (írta Honoré de Balzac), Budapest, 1930 (4 kötet 2 részben, Balzac mesterművei-sorozat)